# Diana Hyland
Pour les articles homonymes, voir Hyland.
Diana Hyland, née  Joan Diana Gentner, le 25 janvier 1936 à Cleveland Heights, Ohio, et morte le 27 mars 1977 à Los Angeles, Californie, est une actrice américaine.

## Biographie
Fille de Theodore Gentner et de Mary Gorman, elle a un frère, John Gorman Gentner.
Elle fait ses débuts en 1955 dans un épisode de Robert Montgomery Presente. Dans ses premiers rôles, elle se fait appeler Diana Gentner. C'est son agent qui la décide à en changer et à prendre le nom de jeune fille de sa mère, Hyland, pour continuer sa carrière.
En 1959, elle joue au théâtre à Broadway Doux oiseau de jeunesse (Sweet Bird of Youth) avec pour partenaire Paul Newman.
Dans la décennie suivante elle s'illustre dans différents rôles ou apparitions dans des séries télé comme La Quatrième Dimension, Les envahisseurs ou Le fugitif, ce qui permet aux téléspectateurs français de la découvrir lors des diffusions sur l'ORTF, avant de décrocher un rôle dans le film La Poursuite impitoyable, avec Marlon Brando, Jane Fonda, et Robert Redford. Elle participe aussi régulièrement à la série Peyton Place de 1968 à 1969.
Elle mène une carrière centrée sur le petit écran qui évoque celle de ses consœurs de la même génération comme Lynda Day George, Katherine Justice, Marlyn Mason, Madlyn Rhue, Susan Oliver ou Christine Belford.
En 1976, elle rencontre John Travolta, de dix-huit ans son cadet, sur le tournage de L'Enfant bulle et décroche le rôle de l'épouse de Dick Van Patten dans la série Huit, ça suffit !, dont elle ne tournera que quatre épisodes avant sa mort. La production décide de ne pas la remplacer, et son personnage de Joan Bradford est tué. Atteinte d'un cancer du sein diagnostiqué un an plus tôt, elle doit subir une mastectomie.
Elle meurt l'année suivante et John Travolta reçoit en son nom un Emmy Award pour son rôle dans L'Enfant bulle.
Son fils de 4 ans, Zachary Goodson (né en juillet 1973) est alors confié à la garde de son père Joseph Goodson.

## Filmographie

### Cinéma
- 1964 : One Man's Way : Ruth Stafford Peale
- 1966 : La Poursuite impitoyable (The Chase) : Elizabeth Rogers
- 1966 : Smoky : Julie Richards
- 1968 : Les Complices (Jigsaw) de James Goldstone : Sarah
- 1970 : We're running out of heroes de Richard Bailey avec Andrew Prine et Brenda Scott (film inachevé)

### Télévision

#### Téléfilms
- 1965 : Hercules and the Princess of Troy (téléfilm) : Princess Diana
- 1966 : Le Cheval de fer (téléfilm) : Marta Grenier
- 1970 : Ritual of Evil (Téléfilm) : Leila Barton
- 1976 : L'Enfant bulle (The Boy in the Plastic Bubble) de Randal Kleiser (Téléfilm) : Mickey Lubitch

#### Séries télévisées
- 1956-1958 : Haine et passion : Alice Holden (sous le nom de Diane Gentner)
- 1955 : The Brighter day (série télévisée)  épisode du 21 mars 1955 : Sandra Talbot Dennis (sous le nom de Diane Gentner)
- 1955 : Robert Montgomery presents (en) (épisode : Second chance) : Judy (sous le nom de Diane Gentner)
- 1956 : Star Tonight (série télévisée) ( épisode : Two windows : Louise ; Will Power : rôle sans nom)
- 1956 : Goodyear Television Playhouse (en) (épisode : Proud Passage) (sous le nom de Diane Gentner)
- 1957 : The Alcoa Hour (épisode : The big build-up) : Isabel  (sous le nom de Diane Gentner)
- 1956-1957 : The big story  (épisodes saison 7 épisode 25 et saison 9 épisode 6) : Pearl
- 1956-1958 : Kraft Television Theatre (saison 10 épisode 1 Out to kill : rôle sans nom ; saison 10 épisode 48 Ride into danger : Deputy's girlfriend ; saison 11 épisode 34 The Last of the Belles : Laura)
- 1961-1962 : Young Doctor Malone : Gig Houseman Malone
- 1960 : Armstrong Circle Theatre (épisode : Positive identification)
- 1960-1961 : Play of the week  ( épisode : Climate of Eden : Mabel ; No exit/The indifferent lover : Estelle ; A cool wind over the living : Helen)
- 1962 : Les Accusés (The Defenders) (épisode : The Unwanted) : Mary DiFalco Robinson
- 1962 : The United States Steel Hour (en) (épisode : Wanted : Someone innocent)
- 1962 : Alcoa Premiere (en) (épisode : The voice of Charlie Point) : Liza Laurents
- 1962 : Sam Benedict (épisode : The bird of warning) : Donna Heistand
- 1963 : Ben Casey (épisode : Rigadoon for three pianos) : Greta Bauer
- 1963 : Stoney Burke (épisode : To catch the Kaiser) : Eileen Fowler
- 1963 : The Dupont Show of the Week (épisode : The shark) : Ellen Graham
- 1963 : Naked City (épisode : Stop the Parade! A baby is crying!) : Vivian North
- 1963 : La Grande Caravane (Wagon Train) (épisode : The Kitty Pryer story) : Kitty Pryer
- 1963-1964 : Suspicion (épisodes : To catch a Butterfly : Janet Nelson ; Beyond the sea of death : Grace Renford)
- 1964 : La Quatrième Dimension (The Twilight Zone) (Série TV) : épisode L'Espace d'un moment (Spur of the Moment) de Elliot Silverstein (saison 5, épisode 21) : Ann-Mary Anderson
- 1964 : The Eleventh Hour (épisode : A Full moon every night) : Madelyn Marner
- 1964 : Haute Tension (épisode : The Sweet taste of vengeance) : Laura DeLinda Stevenson/Laura Murdoch
- 1963-1965 :  Le Jeune Docteur Kildare  ( épisodes : Love is a sad song : Dr. Lilith McGraw ; Please let my baby live : Marguerite Williams)
- 1965 : L'Homme à la Rolls (épisode : Who killed the fat cat?) : Laurel Peachey
- 1965 : The Rogues (épisode : Run for the money) : Celeste Martel
- 1965 : Convoy (épisode : Katya) : Lt. Katya Katrovich
- 1965 : The Wackiest ship in the army  (épisodes : The sisters et I'm dreaming of a Wide Ismuth : Margaret Cochran)
- 1966 : Bob Hope presents The Chrystal Theatre (épisode : Guilty or not guilty) : Mrs. Collier
- 1966 : A man called Shenandoah (épisode : An unfamiliar tune) : Nancy Pruitt
- 1966 : Le Cheval de fer  (épisodes : Rail runs West, et Joy unconfined) : Marta Grenier
- 1966 : Les Espions (épisode : So Coldly sweet) : Marisa Teriscu
- 1966 : Le Frelon vert (épisode : Give 'Em Enough Rope) : Claudia Bromley
- 1965-1966 :  Match contre la vie  (épisodes : The Girl next door is a spy : Eileen Henderson ;  I am the late Diana Hays : Diana Hays)
- 1966 : 12 O'Clock High (épisode : Pratice to deceive) : Heidi Voss
- 1966 : Des agents très spéciaux (épisodes : The Nowhere affair : Mara ; The candidate wife's affair : Miranda Bryant/Irina)
- 1966 : Brigade criminelle (épisode : Killer with a badge) : Cloris Harte
- 1964-1967 : Le Fugitif (épisodes : When the bough breaks : Carol Hollister ;  Set fire to a straw man : Stella Savano ; Les Anges sataniques : Penny ; Dossier d'un diplomate : Alison Priestley)
- 1967 : Tarzan (épisode : The fanatics) : Diana Russell
- 1967-1968 : Les Envahisseurs (The Invaders) (série télévisée) (épisodes : Vikor : Sherri Vikor ; Conférence au sommet 1ère et 2ème partie :  Ellie Markham)
- 1968 : Judd for the defense  (épisodes Fall of a Skylark : The trial part 1 et Fall of a skylark : the appeal part 2 : Jessie Tree
- 1968-1969 : Peyton Place (série télévisée) : Susan Winter
- 1969 : Les Règles du jeu (The Name of the Game) (épisode : The Perfect image) : Lisa Adrian
- 1970 : Bracken's World (épisode : The Mary tree) : Mary Draper
- 1971 : L'Homme de fer (Ironside) (épisode : Bons baisers de Hruska) : Hruska Pazoureck
- 1971 : The Interns (épisode : Casualty) : Norma Ryan
- 1971 : Opération danger (Alias Smith and Jones) (épisode : Return to Devil's hole) : Clara Phillips
- 1971 : Dan August (épisode : Days of rage) : Phyllis Hendricks
- 1967, 1971 et 1972 : Sur la piste du crime (The F.B.I.) (épisodes saison 2 épisode 22 : The hostage) : Marie-Luise Karn ; saison 3 épisode 8 : Overload : Virginia Lamberth ; saison 6 épisode 16 : The stalking horse : Joanne Kinston ; saison 7 épisode 20 : Arrangement with terror : Pat Laner)
- 1972 : Banyon (épisode : The graveyard vote) : Julia Egan
- 1973 : Search (épisode : Let us prey) : Anjeannette Marie Shanahan
- 1973 : Gunsmoke (épisode : Shalder) : Dallas Fair
- 1973 : Owen Marshall Counsellor at Law (épisode : Final semester) : Lita Coleman
- 1973 : The ABC Afternoon Playbreak (épisode : The things I never said)
- 1974 : Hawkins  (épisode : Candidate for murder) : Jennifer Pearson
- 1971 et 1975 : Docteur Marcus Welby (Marcus Welby M.D.) (série télévisée) 3 épisodes (saison 2 épisode 19 : Cynthia : Cynthia Crowley; saison 6 épisodes 15 et 16 : Dark fury, en deux parties : Janet Trent)
- 1971 et 1974 : Médecins d'aujourd'hui (Medical Center) (série télévisée) 2 épisodes (saison 3 épisode 10 Suspected : Susan ; saison 6 épisode 4 : Three-Cornered cage) : Pat Londean)
- 1975 : Harry O (épisode : The Confetti people) : Sandra Dawes
- 1975 : Mannix (épisode : A Ransom for yesterday) : Janice Graham
- 1975 : Section 4 (épisode : Kill S.W.A.T.) : Joanna Bishop
- 1975 : Cannon (épisode : The Melted man) : Nedra Cameron
- 1976 : Kojak (épisode : A Grave too soon) : Cleo Donatello
- 1976 : Barnaby Jones (épisode : Deadly reunion) : Nora Bradford
- 1977 : Happy Days (épisode : Fonzie's old lady) : Adriana
- 1977 : Huit, ça suffit ! (Eight Is Enough) (série télévisée) 4 épisodes : Joan Bradford

## Théâtre
- 1959 : Doux oiseau de jeunesse (Sweet Bird of Youth) de Tennessee Williams à Broadway, avec Geraldine Page et Paul Newman.

## Vie privée
Mariée à Joseph Goodson (24 avril 1969 - Août 1974). Divorcée : un enfant, Zacchary.
Compagne de John Travolta (1976 - 27 mars 1977, date de son décès).
Cet article est partiellement traduit du Wikipédia américain.